# Distrikt Tantarica
Der Distrikt Tantarica liegt in der Provinz Contumazá in der Region Cajamarca in Nordwest-Peru. Der Distrikt wurde am 28. Februar 1964 gegründet. Er besitzt eine Fläche von 147 km². Beim Zensus 2017 wurden 2609 Einwohner gezählt. Im Jahr 1993 lag die Einwohnerzahl bei 1704, im Jahr 2007 bei 2552. Sitz der Distriktverwaltung ist die 2765 m hoch gelegene Ortschaft Catán mit 201 Einwohnern (Stand 2017). Catán befindet sich 16 km westnordwestlich der Provinzhauptstadt Contumazá. Die Nationalstraße 8 von Cajamarca zur Pazifikküste verläuft entlang dem Río Jequetepeque.

## Geographische Lage
Der Distrikt Tantarica liegt in der peruanischen Westkordillere im zentralen Norden der Provinz Contumazá. Der Río Jequetepeque fließt entlang der nördlichen Distriktgrenze nach Westen und entwässert dabei das Areal. Dessen linker Nebenfluss Río Contumazá begrenzt den Distrikt im Osten.
Der Distrikt Tantarica grenzt im Südwesten an den Distrikt Cupisnique, im Nordwesten an den Distrikt Yonán, im Norden an den Distrikt San Miguel (Provinz San Miguel), im Nordosten an den Distrikt San Bernardino (Provinz San Pablo), im Osten an den Distrikt Chilete sowie im Südosten an die Distrikte Santa Cruz de Toledo und Guzmango.

## Ortschaften
Im Distrikt gibt es neben dem Hauptort folgende größere Ortschaften:
- El Salitre (1078 Einwohner)
- Las Rosas
- Llallán (386 Einwohner)